# SM UC-30
SM UC-30 – niemiecki podwodny stawiacz min z okresu I wojny światowej, jedna z 64 zbudowanych jednostek typu UC II. Zwodowany 27 lipca 1916 roku w stoczni Vulcan w Hamburgu, został przyjęty do służby w Kaiserliche Marine 22 sierpnia 1916 roku. Włączony w skład 1. Flotylli U-Bootów Hochseeflotte, w czasie służby operacyjnej okręt odbył cztery misje bojowe, w wyniku których zatonęło pięć statków o łącznej pojemności 5867 BRT. SM UC-30 zatonął wraz z całą załogą 21 kwietnia 1917 roku, wchodząc na minę nieopodal Esbjerg. Wrak jednostki odnaleziono w 2016 roku.

## Projekt i budowa
Sukcesy pierwszych niemieckich podwodnych stawiaczy min typu UC I, a także niedostatki tej konstrukcji skłoniły dowództwo Cesarskiej Marynarki Wojennej z admirałem von Tirpitzem na czele do działań mających na celu budowę nowego, znacznie większego i doskonalszego typu okrętów podwodnych. Opracowany latem 1915 roku projekt okrętu, oznaczonego później jako typ UC II, tworzony był równolegle z projektem przybrzeżnego torpedowego okrętu podwodnego typu UB II. Głównymi zmianami w stosunku do poprzedniej serii były: instalacja wyrzutni torpedowych i działa pokładowego, zwiększenie mocy i niezawodności siłowni oraz wzrost prędkości i zasięgu jednostki, kosztem rezygnacji z możliwości łatwego transportu kolejowego (ze względu na powiększone rozmiary).
SM UC-30 zamówiony został 29 sierpnia 1915 roku jako piętnasta jednostka z I serii okrętów typu UC II (numer projektu 41, nadany przez Inspektorat U-Bootów), w ramach wojennego programu rozbudowy floty . Został zbudowany w stoczni Vulcan w Hamburgu jako jeden z 21 okrętów typu UC II zamówionych w tej wytwórni. Stocznia oszacowała czas budowy okrętu na 8 miesięcy. UC-30 otrzymał numer stoczniowy 69 (Werk 69)  . Stępkę okrętu położono w 1915 roku , został zwodowany 27 lipca 1916 roku. Koszt budowy okrętu wyniósł 1 mln 727 tys. marek.

## Dane taktyczno-techniczne
SM UC-30 był średniej wielkości przybrzeżnym okrętem podwodnym o konstrukcji dwukadłubowej. Długość całkowita wynosiła 49,4 metra, szerokość 5,22 metra i zanurzenie 3,68 metra (wykonany ze stali kadłub sztywny miał 39,3 metra długości i 3,65 metra szerokości) . Wysokość (od stępki do szczytu kiosku) wynosiła 7,46 metra . Wyporność w położeniu nawodnym wynosiła 400 ton, a w zanurzeniu 480 ton. Jednostka miała wysoki, ostry dziób przystosowany do przecinania sieci przeciwpodwodnych; do jej wnętrza prowadziły trzy luki, zlokalizowane przed kioskiem, w kiosku i w części rufowej, prowadzący do maszynowni . Cylindryczny kiosk miał średnicę 1,4 metra i wysokość 1,8 metra, obudowany był opływową osłoną . Okręt napędzany był na powierzchni przez dwa 6-cylindrowe, czterosuwowe silniki Diesla Daimler MU256 o łącznej mocy 500 KM, a pod wodą poruszał się dzięki dwóm silnikom elektrycznym SSW o łącznej mocy 460 KM. Dwa wały napędowe obracały dwie śruby wykonane z brązu manganowego (o średnicy 1,9 metra i skoku 0,9 metra) . Okręt osiągał prędkość 11,6 węzła na powierzchni i 6,7 węzła w zanurzeniu. Zasięg wynosił 9410 Mm przy prędkości 7 węzłów w położeniu nawodnym oraz 54 Mm przy prędkości 4 węzłów pod wodą. Zbiorniki mieściły 63 tony paliwa, a energia elektryczna magazynowana była w dwóch bateriach akumulatorów 26 MAS po 62 ogniwa, zlokalizowanych pod przednim i tylnym pomieszczeniem mieszkalnym załogi. Okręt miał siedem zewnętrznych zbiorników balastowych . Dopuszczalna głębokość zanurzenia wynosiła 50 metrów , a czas zanurzenia 40 s.
Głównym uzbrojeniem okrętu było 18 min kotwicznych typu UC/200 w sześciu skośnych szybach minowych o średnicy 100 cm, usytuowanych w podwyższonej części dziobowej jeden za drugim w osi symetrii okrętu, pod kątem do tyłu (sposób stawiania – „pod siebie”). Układ ten powodował, że miny trzeba było stawiać na zaplanowanej przed rejsem głębokości, gdyż na morzu nie było do nich dostępu (co znacznie zmniejszało skuteczność okrętów). Uzbrojenie uzupełniały dwie zewnętrzne wyrzutnie torped kalibru 500 mm (umiejscowione powyżej linii wodnej na dziobie, po obu stronach szybów minowych), jedna wewnętrzna wyrzutnia torped kal. 500 mm na rufie (z łącznym zapasem 7 torped) oraz umieszczone przed kioskiem działo pokładowe kal. 88 mm L/30, z zapasem amunicji wynoszącym 130 naboi . Okręt wyposażony był w dwa peryskopy Zeissa: wachtowy i bojowy oraz radiostację z podnoszonym masztem o wysokości 10 metrów. Wyposażenie uzupełniała kotwica grzybkowa o masie 272 kg .
Załoga okrętu składała się z 3 oficerów oraz 23 podoficerów i marynarzy.

## Służba
SM UC-30 został wcielony do służby w Cesarskiej Marynarce Wojennej 22 sierpnia 1916 roku . Tego dnia dowództwo jednostki objął kpt. mar. (niem. Kapitänleutnant) Heinrich Stenzler . Po okresie szkolenia okręt został 16 listopada włączony w skład 1. Flotylli U-Bootów Hochseeflotte . 16 listopada UC-30 odniósł pierwszy sukces, kiedy zatrzymał i zatopił ogniem artylerii zbudowany w 1877 roku norweski żaglowiec „Romance” (628 BRT), przewożący stemple kopalniane na trasie Holmestrand – West Hartlepool (ok. 100 Mm na północny wschód od Newcastle upon Tyne) .
Z dniem 1 lutego 1917 roku, rozkazem szefa sztabu admiralicji niemieckiej z 12 stycznia tego roku, U-Booty należące do czterech flotylli Hochseeflotte, Flotylli Flandria i Flotylli Pola rozpoczęły nieograniczoną wojnę podwodną. W dniach 8-15 lutego okręt odbył rejs wzdłuż wschodniego wybrzeża Anglii, stawiając 18 min w trzech zagrodach. 12 lutego na jednej z nich został zniszczony brytyjski uzbrojony trawler HMT „Euston” (209 BRT), a na jego pokładzie zginęło dziesięciu załogantów (katastrofa miała miejsce na pozycji 54°40′N 1°19′W/54,666667 -1,316667) . 16 lutego na pozycji 54°40′N 1°08′W/54,666667 -1,133333 na minę wszedł też uzbrojony trawler HMT „Recepto” (245 BRT), który zatonął ze stratą ośmiu ludzi .
Kolejną misję bojową UC-30 przeprowadził od 8 do 19 marca, stawiając również wszystkie przewożone na pokładzie miny (18 sztuk) w czterech zagrodach, jednak tym razem ich ofiarą nie padła żadna jednostka. Celem następnego rejsu, rozpoczętego 30 marca z Helgolandu, było południowe wybrzeże Irlandii, gdzie miał postawić zagrody minowe i zwalczać wrogą żeglugę. Po pokonaniu kanału La Manche ofiarami załogi U-Boota 4 kwietnia 1917 roku padły dwa statki: pochodzący z 1905 roku uzbrojony brytyjski parowiec „Hunstanton” o pojemności 4504 BRT, transportujący pszenicę na trasie Geelong – Londyn, storpedowany bez ostrzeżenia na pozycji 49°50′N 7°40′W/49,833333 -7,666667 (cała załoga przeżyła atak)   oraz zbudowana w 1880 roku argentyńska barkentyna „Monte Protegido” (281 BRT), płynąca z ładunkiem siemienia lnianego z Pernambuco do Rotterdamu, zatopiona na pozycji 49°27′N 6°44′W/49,450000 -6,733333 . Podczas drogi powrotnej z patrolu UC-30 doznał poważnej awarii silnika, co spowodowało znaczny spadek prędkości i konieczność oszczędzania prowiantu i wody pitnej. 19 kwietnia okręt nadał ostatni meldunek, znajdując się 75 Mm na południowy zachód od Lindesnes. Okręt nie powrócił już do bazy, tonąc 21 kwietnia 1917 roku z całą, liczącą 27 osób załogą po wejściu na minę na zachód od Esbjerg . 4 czerwca odnaleziono na wybrzeżu ciało bosmanmata Meissnera, a 25 czerwca morze wyrzuciło szczątki starszego bosmanmata Carstensa.
Wrak UC-30 został odkryty przez firmę JD-Contractor A/S nieopodal Esbjerg w 2016 roku  . Na jego pokładzie odnaleziono m.in. 18 min i 6 torped .

### Podsumowanie działalności bojowej
SM UC-30 wykonał łącznie cztery misje bojowe, podczas których za pomocą min i torped zatopił pięć statków o łącznej pojemności 5867 BRT . Na pokładach zatopionych jednostek zginęło co najmniej 18 osób, w tym 10 na brytyjskim uzbrojonym trawlerze HMT „Euston”  . Pełne zestawienie strat przedstawia poniższa tabela :
| Data              | Nazwa             | Państwo         | Tonaż      | Los jednostki |
| ----------------- | ----------------- | --------------- | ---------- | ------------- |
| 26 listopada 1916 | „Romance”         | Norwegia        | 628        | zatopiony     |
| 12 lutego 1917    | HMT „Euston”      | Royal Navy      | 209        | zatopiony     |
| 16 lutego 1917    | HMT „Recepto”     | Royal Navy      | 245        | zatopiony     |
| 4 kwietnia 1917   | „Hunstanton”      | Wielka Brytania | 4504       | zatopiony     |
| 4 kwietnia 1917   | „Monte Protegido” | Argentyna       | 281        | zatopiony     |
| RAZEM             | RAZEM             | zatopione:      | zatopione: | 5             |